# Liste des possessions de l'abbaye Saint-Bénigne de Dijon
L'abbaye Saint-Bénigne de Dijon possédait de très nombreuses possessions de tous ordres : seigneuries, églises, prieurés... 

## Terres et seigneuries
- Aiserey
- Cessey-sur-Tille, vers(734-741). Brunon de Roucy, évêque de Langres, entre 980 et 1016 restitua l'église et la pôté de Cessey, ainsi que les villæ dépendant de cette dernière[1].
- Larrey, vers (734-741)
- Longvic
- Ruffey, près de Dijon, restituées sous l'abbé Guillaume
- Etourvy, terres restituées sous l'abbé Guillaume
- Coussegrey, en Tonnerois, restituées sous l'abbé Guillaume
- Vallée de l'Ouche
- dans la haute vallée de la Saône
- dans le Tonnerois

dans la Troiesin
- sur le Plateau de Langres
- Lille-Comte achetée par Hugues d'Arc en 1287 à Eudes de Frôloys[2]
- terre à verger au voisinage de l'abbaye (Brunon de Roucy entre 980 et 1016)

### Vignobles
- Larrey,
- Bussy[Lequel ?],
- Surdille,
- Perrigny-lès-Dijon,
- Fénay, Le plus ancien document écrit concernant Fénay date de 679 ; il s'agit d'une donation de terre rédigée en latin. En 783, c'est Vulfricius qui donne à l'abbaye Saint-Bénigne de Dijon tout ce qu'il possède à la Villa Duemensis (Domois). Ce hameau, rattaché au finage de Longvic (finis longoviana) jusqu'en 870 entre alors dans le pagus attuairiorum (pays attuarien ou Attuyer). Au début du XIIe siècle, après des périodes de calamités (pluies, peste de 1089, hiver rigoureux de 1126), les religieux de Saint-Bénigne, puis ceux de Cîteaux étendent leurs possessions sur le territoire fédinois (moulins, étangs, etc.). En 1187, le duc de Bourgogne Hugues III donne le domaine de Fénay à la commune de Dijon..
- Champs-Salomon,
- Marsannay-la-Côte[3].

### Églises et chapelles
- Église Saint-Jean de Dijon - (droit de nomination à la Cure, jugé alternatif entre l'Abbé et les Religieux en 1762)
- Église Saint-Apollinaire (restituée entre 980 et 1016 par Brunon de Roucy)
- Église de Cessey-sur-Tille
- Église de Fénay. L'appartenance à Saint-Bénigne de l'église de Fénay est confirmée par des bulles pontificales : Alexandre III (1177), Célestin III (1193).
- Chapelle Saint-Apollinaire dans le dijonnais. L'appartenance à Saint-Bénigne de l'église de Fénay est confirmée par des bulles pontificales : Alexandre III (1177), Célestin III (1193).
- Collégiale Saint-Anatoile à Salins-les-Bains donné par Hugues de Salins en 1037[4]
- Chapelle à Aiserey
- Chapelle de Notre-Dame d'Etang à Velars sur Ouche
- Chapelle à Villecharles, près d'Is-sur-Tille[5]

### Prieurés
- Prieuré Saint-Marcel-lès-Jussey, à Saint-Marcel, au diocèse de Besançon
- Prieuré Saint-Nicolas de Salins, au diocèse de Besançon
- Prieuré Saint-Bénigne de Vosnon, à Vosnon dans l'Aube,au diocèse de Sens[6]
- Prieuré Saint-Etienne de Beaune, au diocèse d'Autun fondé en 1005, devenu couvent des Carmélites, place Ziem[7],
- Prieuré de Salmaise, au diocèse d'Autun
- Prieuré de Veuvey, au diocèse d'Autun
- Prieuré Saint-Pierre de Palleau, au diocèse de Langres (1006)
- Prieuré Saint-Amâtre de Langres, au diocèse de Langres
- Prieuré Sexfontaines, au diocèse de Langres
- Prieuré Saint-Nicolas de Saint-Blin au diocèse de Toul[8]
- Prieuré Saint-Bénigne de Silmont au diocèse de Toul[9]
- Prieuré Saint-Aubert-sur-Orne, au diocèse de Bayeux[10]
- Prieuré Saint-Nicolas de Longchamps[11]
- Prieuré Saint-Vigor de Bayeux à Saint-Vigor-le-Grand, donné par Odon de Bayeux (v.1035-1097), charte XLIV[12]
- Prieuré Notre-Dame de Chalon, rendu à l'abbé Jarenton (1077-1105) par Gauthier Ier (1080-1121)[13]